# Філіп Дж. Фрай
Філіп Дж. Фрай (англ. Philip J. Fry; народився у 1974) — головний герой мультсеріалу Футурама. У 2000 році йому мало виповнитися 25 років, відповідно, у 3000 році його вік становить 1025 років. Озвучений Біллі Вестом. Фрай — людина з XX століття, працював розвізником піци. Він прокинувся у XXXI столітті після того, як випадково потрапив до кріогенної камери й був заморожений у ніч на новий 2000 рік. Його улюблена пісня — «Walking on Sunshine» гурту Katrina and the Waves.
Ім'я Філіп було дано Фраю Метом Ґрейнінґом на згадку про Філа Гартмана, який був відібраний для озвучування серіалу, але загинув ще до початку роботи над ним.

## Дитинство
Фрай, згідно з першим DVD-диском Футурами, народився 14 серпня 1974 року в Брукліні, Нью-Йорк. Він був другою дитиною в сім'ї — молодшим сином; його старшого брата звали Єнсі.
У дитинстві Фрай був досить активним: відвідував танці, грав у баскетбол. Одного разу знайшов конюшину з сімома листками, яка принесла йому успіх — Фрай переміг брата у баскетбольному матчі, а згодом замкнув його в сімейному бомбосховищі.
Також у дитинстві входив до складу групи брейкерів і, завдяки тому самому листку конюшини, одного разу виконав семикратне обертання на голові. Пізніше його брат спробував наслідувати ці рухи в «космічному стилі».

## Юність
Підліток Фрай був типовим невдахою з дещо ексцентричною поведінкою. Замість навчання зазвичай проводив час за відеоіграми. Особливо любив грати в Space Invaders і попивати «Шасту» — аж доки його очі не наливалися кров'ю. У нього трапилось щонайменше три серцеві напади, спричинені вживанням надмірної кількості коли — понад сто банок на тиждень (це згадується в епізоді Fry and the Slurm Factory).
Досвід у відеоіграх виявився корисним, коли Фрая викликав генерал Пакман для захисту Землі від космічних загарбників — персонажів із гри Space Invaders, що прибули з планети Нінтенду 64.
Загалом Фрай не відзначався академічними успіхами: він вилетів з коледжу на Коні-Айленді, провчившись менше трьох тижнів. В одному з епізодів заявляє, що ніколи більше не піде до школи, оскільки його батьки вважали це марною тратою коштів платників податків.

## Доросле життя
У 1999 році Фрай зустрічався з дівчиною на ім'я Мішель і працював кур'єром у «Піці Панучі». 31 грудня того ж року Мішель його покинула: Фрай дізнався про це під час чергового замовлення на доставку піци до кріогенної лабораторії. Виявилося, що це був жарт — піцу замовив клієнт на ім'я I.C. Wiener (який звучить як «I see wiener», причому «wiener» є сленговим означенням чоловічого статевого органу; також можливий варіант — «Icy Wiener», що натякає на кріогенну технологію). В українському перекладі використано жарт «Головач Лєна».
Перебуваючи в порожній лабораторії, Фрай гойдався на стільці й їв піцу. У момент, коли годинник пробив північ, він випадково впав у кріогенну капсулу, де залишався замороженим протягом 1000 років — аж до розмороження 31 грудня 2999 року. Варто зазначити, що новий світ, у який він потрапив, не надто відрізнявся від кінця XX століття.

Мішель, колишня дівчина Фрая

Намагаючись адаптуватися до умов XXXI століття, Фрай налагоджує дружбу з одноокою дівчиною Лілою та роботом-згиначем Бендером. Разом вони знаходять єдиного живого родича Фрая — професора Х'юберта Фарнсворта, який влаштовує їх на роботу до своєї компанії доставки вантажів «Міжпланетний експрес» (Planet Express).
Опинившись один у незвіданому світі, Фрай намагається відтворити атмосферу XX століття. Маючи в банку чималу суму (накопичену за 1000 років), він купує розкішну квартиру й обставляє її у стилістиці того часу. Знайшовши останки свого пса Сеймура, вмуровані в брилу каменю, Фрай спочатку прагне оживити його шляхом клонування. Однак, вирішивши, що пес міг прожити щасливе життя без нього, він відмовляється від цієї ідеї.
У низці епізодів видно, що Фрай закоханий у Лілу, капітанку корабля. Проте вона спершу не виявляє до нього особливого інтересу…
Попри дорослішання, Фраєва особистість залишається дитячою, з низьким рівнем освіти й культурного розвитку. Він не любить прокидатися зранку, але добре обізнаний у сфері розваг — таких як відеоігри, телебачення і кіно.

## Характер
Одним з основних джерел гумору, пов'язаного з образом Фрая, є його брак інтелекту та безсоромно неохайний спосіб життя. Він живе зі своїм найкращим другом Бендером, рідко планує щось далі ніж на п'ять хвилин уперед і часто сам собі завдає тілесних ушкоджень. Полюбляє дивитися телевізійні реаліті-шоу та співати «Walking on Sunshine» під час душу (при цьому виконує лише перший рядок, а далі просто мугикає).
У серії «Roswell That Ends Well» Фрай подорожує в 1947 рік і стає власним дідусем, запліднивши жінку, яка виявилася його бабусею. Через цю подію в нього з'являється генетична аномалія — відсутність дельта-хвиль, необхідного компонента свідомої інтелектуальної діяльності в мозкових ритмах. Ця особливість дозволяє йому врятувати галактику від раси Летючих Мізків (див. «The Day the Earth Stood Stupid»).

## Друзі

### Бендер Згинач Родрігез
Фрай зустрів Бендера в першому епізоді серіалу, під час невдалої спроби самогубства. Бендер став його першим другом у новому світі. Працюючи разом у «Planet Express», вони швидко зблизилися. Вирішивши жити разом, Бендер навіть добровільно обрізав свою антену, оскільки вона заважала телевізору приймати сигнал. Згодом вони переїхали до старої квартири Бендера, де житлова кімната була розміром із шафу, а шафа — розміром із пересічну кімнату.
За час своєї дружби Бендер і Фрай пережили багато: випробування грошима, славою, небезпекою для життя. Наприклад, коли Фрай знайшов свого собаку Сеймура, він приділяв йому всю увагу, забувши про Бендера.

## Досягнення
- За 1000 років його банківський рахунок зріс із 93 центів до 4,3 млрд доларів.
- Мав 8 мільярдів доларів, зароблених разом із Бендером на продажі поплерсів.
- Врятував Новий-Нью-Йорк від сміттєвої хвилі з XXI століття завдяки власному «умінню» смітити.
- Врятував Землю від прибульців з планети Омікрон Персей 8, згадавши телевізійне шоу тисячолітньої давнини «Самотня юристка».
- Виграв конкурс, головним призом якого була подорож на фабрику напою Сьорб, — розкрив її секрет виробництва, але вирішив не розголошувати.
- Віднайшов місце першої висадки на Місяць, яке було втрачене.
- Обіймав посаду віцепрезидента «Planet Express» в епізоді «Future Stock».
- Був головним кур'єром компанії у серії «How Hermes Requisitioned His Groove Back».
- За допомогою конюшини з сімома листками виконав семикратне обертання на голові.
- Під час подорожі в часі переспав зі своєю бабусею і зачав власного батька, ставши тим самим своїм дідусем.
- Єдина людина, яка є власним дідусем — і, як наслідок, єдиний організм, що не має мозкових дельта-хвиль.
- Двічі переміг расу Летючих Мізків, запобігши знищенню галактики (завдяки відсутності дельта-хвиль).
- Прекрасно грав на голофоні (коли був суперінтелектуалом через паразитів, а також коли мав руки Робота-Диявола).
- Був власником останньої у світі банки анчоусів.
- Нетривалий час правив як імператор Фрай Твердий на планеті Трисоль, розташованій у глибинах Забороненої зони.
- Успішно вилетів з Марсіанського університету.
- Уміє танцювати як робот.
- Пережив три серцеві напади через надмірне споживання коли та ще один — спричинений духом Бендера.
- Написав і виконав оперу на честь Ліли (зі змінним успіхом).
- Маючи малооплачувану роботу, небагато друзів і кімнату-шафу, не заздрив іншим.
- Під час часових аномалій був одружений з Лілою та розлучився; добився її кохання, виклавши зі зірок фразу «I LOVE YOU LEELA» (видимою лише для себе).
- Має сторінку у Вікіпедії, яка допомогла Роботу-Дияволу з'ясувати, що Бендер не зміг його вбити.